# باراك (شلال ودشتغل)
باراك (بالفارسية: پاراک) هي منطقة سكنية تقع في إيران في قسم شلال ودشتغل الريفي.